# Mare Heroïna
El títol de Mare Heroïna (rus: Мать-героиня; transliterat: Mat'-geroinya) era un títol de distinció soviètic, creat per Stalin el 8 de juliol de 1944. Va existir fins a l'ocàs de la Unió Soviètica el 1991.
S'atorgava a les mares que hagin tingut deu fills, també per fills adoptats o a mares que havien perdut fills en defensar de l'Estat o en salvar la vida d'altri.
Va ser creat pel Decret de la Presidència del Soviet Suprem de l'URSS del 8 de juliol de 1944 (es creà juntament amb Orde de la Glòria Maternal). Les seves posicions es van confirmar mitjançant Decret de 18 d'agost de 1944. Comportava avantatges socials per a la pensió de jubilació, el preu de serveis públics i el dret a aliments o altres bens.
És el grau superior de totes les distincions concedides per la maternitat, i era atorgada quan el 10è fill complia un any. Juntament amb la distinció s'atorgava un diploma de la Presidència del Soviet Suprem de l'URSS. Penja a l'esquerra del pit, i se situa sobre tota la resta d'ordes i medalles.
El títol de Mare Heroïna (juntament amb l'Orde a la Maternitat) va ser creat en plena Gran Guerra Patriòtica, en un moment en què, a causa del conflicte, hi havia hagut una gran davallada d'homes joves. Per tant, la introducció d'aquestes dues distincions remarcava la necessitat que tenia el país de tenir una joventut per aixecar els ideals comunistes.
Va ser obra del pintor I.A. Ganf.

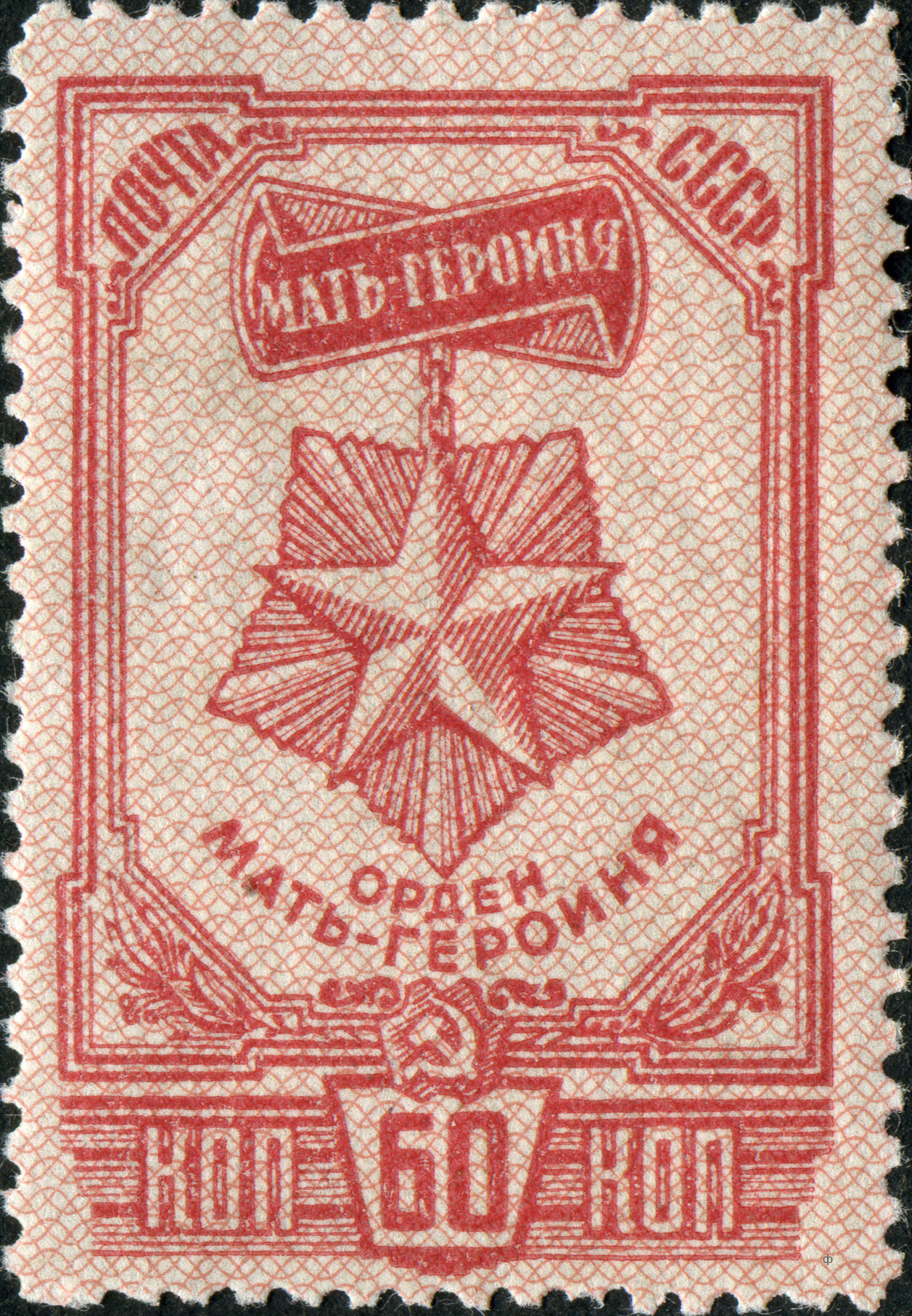
Segell amb l'Estrella de Mare Heroïna

La distinció es va atorgar per primera vegada el 1944 a catorze dones. La número 1 va ser Anna Savilevna Aleksakhina (1886-1955), de Mamontovka (prop de Moscou), que havia educat dotze fills, vuit dels quals van marxar a la guerra, on van morir quatre. Va rebre la distinció al Kremlin l'1 de novembre de 1944. Vivia en circumstàncies precàries en una cabana i li han portat uns mobles i un sofa abans la visita de la delegació oficial.

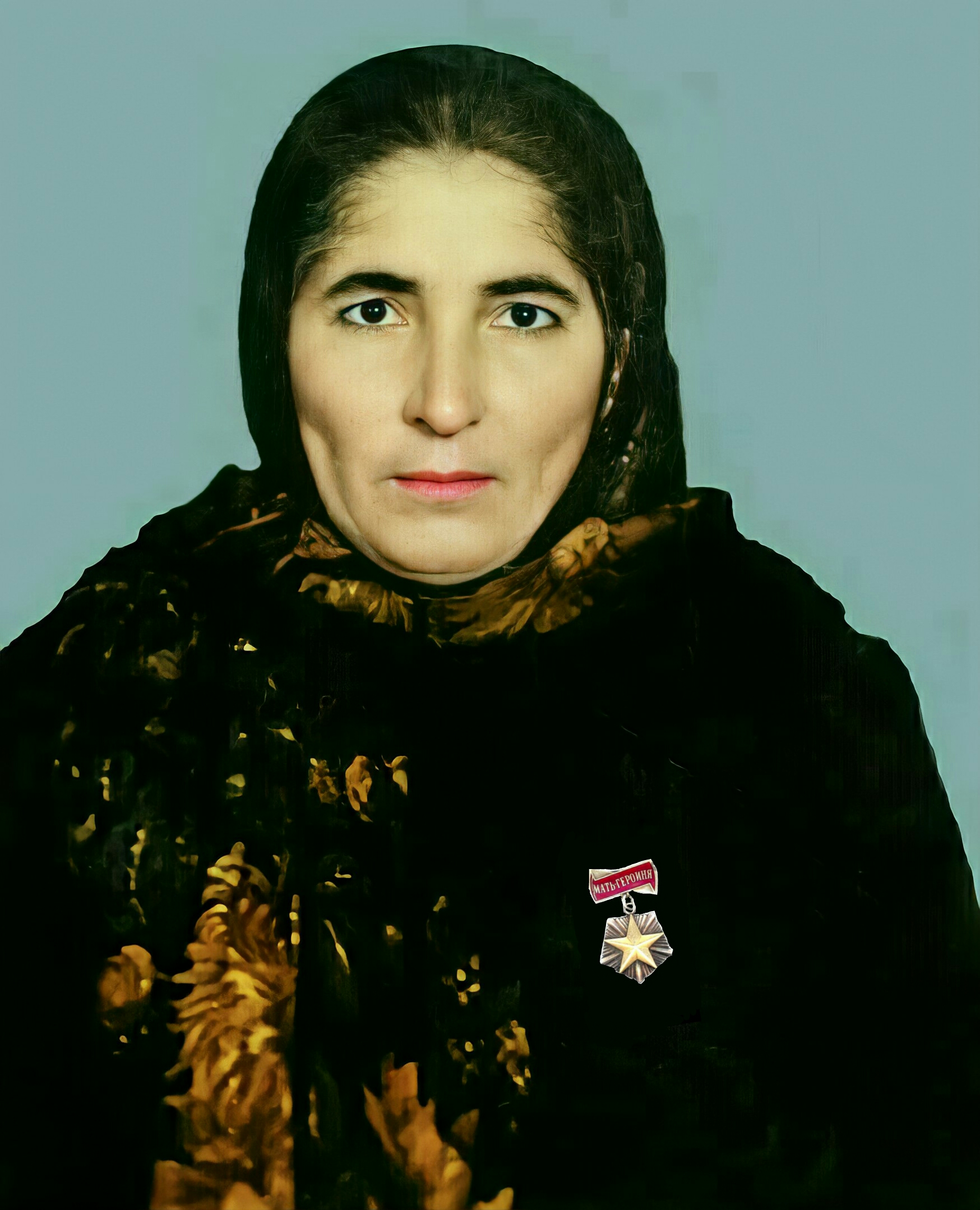
Khanbika Aslan gizi Jafarova (1930–1997) amb el títol de "Mare Heroica" de la Unió Soviètica

En total va ser atorgada a unes 431.000 dones.

## Disseny
La medalla consisteix en una estrella de cinc puntes d'or, amb raigs de plata que divergeixen de l'estrella, semblant ser raigs de llum. Se suspèn sobre un galó de plata amb la inscripció МАТЬ-ГЕРОИНЯ («mare heroïna») en lletres d'or sobre esmalt vermell.